# Барстар
Барста́р — бактериальный белок, состоящий из 89 аминокислот. Синтезируется и выделяется бактерией Bacillus amyloliquefaciens. Выполняет роль ингибитора барназы, закрывая её активный центр и тем самым предотвращая повреждение молекул РНК до тех пор, пока барназа не будет выведена из синтезирующей клетки. Комплекс барназы и барстара является одним из самых прочных белок-белковых комплексов в природе.